# Agri (fill de Portàon)
Agri (en grec antic Ἄγριος), d'acord amb la mitologia grega, va ser un heroi, fill de Portàon, rei de Calidó, i d'Èurite, i germà d'Eneu, rei de Calidó (Etòlia) i altres llocs.
Va tenir sis fills, Celèutor, Licopeu, Melanip, Onquest, Pròtous i Tersites, que van enderrocar a Eneu i van proclamar rei al seu pare, però tots ells menys Tersites van ser morts per Diomedes, net d'Eneu.
Això va passar cap a l'any 1200 aC. Agri, enderrocat per Diomedes, es va suïcidar.